# 西本幸雄
西本 幸雄（にしもと ゆきお、1920年4月25日 - 2011年11月25日）は、和歌山県和歌山市出身のプロ野球選手（内野手）、コーチ・監督、解説者・評論家。

## 概要
選手としては、社会人野球の星野組時代に選手兼任監督として都市対抗野球大会で優勝し、その戦力を見込まれて他のメンバーとともに入団した毎日オリオンズでは最初の日本選手権シリーズにも出場して優勝を経験した。
現役引退後、40歳でオリオンズ（当時は「大毎オリオンズ」）監督に就任して初年度にリーグ優勝を達成する。以後61歳で退任するまで、3球団で合計8回のリーグ優勝を成し遂げた。阪急ブレーブスと近鉄バファローズでは弱小チームを鍛えて強豪に育てあげ、その手腕が高く評価されて野球殿堂の表彰者となった。
一方、監督として出場した日本選手権シリーズでは一度も優勝を経験することがなく、「悲運の名将」とも呼ばれる。

## 経歴

### 現役時代
父親は日本勧業銀行和歌山支店の支店長であり、裕福な家庭に育つ。1933年に野球の名門校であった旧制和歌山中学校へ進学するが、当時は野球部に入れば「勉学を諦める覚悟が必要」であったために入部を諦め、3年次の1935年にはラグビー部に所属していた。野球名門校であった和歌山中学には野球特待生もおり、そうではなかった西本は野球部の勧誘を受けたものの両親にもいえなかったという。しかし、4年次の1936年秋、5年生7人が引退して5人だけになった野球部に入部し、二塁手と一塁手を務め、時にはリリーフ投手としてマウンドにも立った。西本の入部前に引退した上級生の一人に宇野光雄がいる。
5年次の1937年夏の甲子園紀和大会予選決勝では旧制海草中と対戦し、当時3年生の嶋清一の前に敗れて甲子園出場はならなかった。西本は嶋について「球が見えないんや。とにかくかすらない。それぐらい速かった」と述べている。記録ではこの試合で西本は1安打を放っているが、自身は記憶になく「どうせ当たりそこないや。まともなヒットなら嬉しくて印象に残っているはずだから」と話している。
卒業後の1938年に旧制立教大学へ進学するが、当時の野球部には監督がおらず、後には実質的な監督役を務めている。文部省の命令でリーグ戦が中止となった1943年5月には、自ら申し入れて旧制明治大学との対外試合を行った。明大のマウンドには嶋清一が立ったが、西本によると「球は海草時代ほどではなかった」という。学徒出陣により同年秋に応召すると、陸軍中尉にまで昇進し、温情に満ちた隊長として部下に尊敬されていた。中国大陸を転戦していた時に撤退命令が出て、部下を率いて行軍する際、退去路は片側が山で狙撃兵が伏せている恐れがあり、兵隊たちには弾除けに馬の陰を歩かせ、西本も怖かったが、「兵隊の前で、そんな体裁の悪いことが出来るか」と身を晒して先頭を歩いた。
中国で終戦を迎え、復員後は東洋金属、八幡製鐵、全京都を経て、立教の後輩の永利勇吉の誘いで星野組に移籍。星野組時代の1949年には監督・一塁手・3番打者として第20回都市対抗に出場し、チームを優勝に導いた。当時、西本は進駐軍から入手した中古のファーストミットを使用していた。電気コードを紐の代用にしたところ、強振すると捕球網の部分が伸びる効果を生み、少し離れた打球や送球でも捕球できたという。
有力社会人チームの星野組に、プロ野球参入を目指す毎日新聞社は選手の供給源として着目し、西本によると都市対抗野球大会優勝直後からチームに勧誘がなされた。西本は毎日新聞との交渉役となり、ここでも統率力を発揮して「選手全員の受け入れ」を毎日側に要請、最終的に西本を含む7人が毎日オリオンズに入団する。入団直後の1949年11月26日には、「毎日のホープ西本」というキャプションでスポーツニッポンの1面を写真が飾った。
1950年、毎日の選手として公式戦に出場する。プロ入り時には既に30歳であり、選手としてのピークは過ぎていたが、1番（または2番）・一塁手の定位置を確保し、毎日のパ・リーグ優勝と日本一（日本シリーズ優勝）に貢献した。1952年には主将となり、1954年からはコーチを兼任。1955年引退。

### 引退後
その後も毎日・大毎に残留し、1956年（昭和31年）から1958年（昭和33年）まで二軍監督、1959年（昭和34年）はヘッドコーチを務めた。同年11月14日限りで退任した別当薫に代わって監督に就任。永田雅一オーナーは別当の後任に他球団から集客力のあるスター監督を迎えようしたが上手くいかず、そんな時に相談したのが南海ホークスの鶴岡一人監督で、鶴岡が「外で探さなくとも、チーム内に適任がいるではないか」と名前を挙げたのが西本であった。永田は鶴岡の助言に渋々承諾した。「これだけの戦力を持って、負けるわけがない。」と自信を持っていた西本はミサイル打線を結成し、打力を全面的に押し出した野球を展開。1年目にしてチームをリーグ優勝に導いたが、日本シリーズ第2戦での戦術（1死満塁のチャンスにスクイズプレイを仕掛けたがダブルプレー）を巡り永田オーナーと対立して解任（辞任の経緯については後述）。1961年（昭和36年）は日本短波放送「プロ野球ナイトゲーム中継」解説者、スポーツニッポン評論家 を務めた。1960年オフに読売ジャイアンツ監督に就任した川上哲治はヘッドコーチとして招聘しようとしたが、招聘する1日前に前述の解説者としての契約を結んだことを理由に拒否したために実現しなかった。その後、川上は牧野茂を招聘した。
1961年（昭和36年）11月21日、阪急ブレーブス一軍コーチに就任。1962年（昭和37年）11月6日からは監督に昇格。就任当時は弱小球団だったブレーブスを基本から厳しくたたき上げ、1年目のキャンプではキャッチボールから教えた。森本潔をレギュラーに抜擢し、長池徳二は西本門下の「ヤングブレーブス」の象徴の4番打者、山田久志は当初は速球頼みだったが西本に制球力の重要性を説かれ投手生命を伸ばし、福本豊は西本の教えで長打を秘めた打撃を貫き、「西本さんのおかげ」と感謝し、加藤秀司は3番打者に定着した。1967年（昭和42年）に初優勝を飾ると、1973年（昭和48年）までの7年間で5度のリーグ優勝に導き、常勝球団へと育て上げた。日本シリーズでは5度いずれも川上哲治率いるV9時代の読売ジャイアンツに敗れた。パ・リーグに2シーズン制が導入された1973年（昭和48年）、後期優勝しながらもプレーオフで前期優勝の南海ホークスに敗れて優勝を逃し、10月25日に退任した。
11月16日に翌1974年（昭和49年）シーズンより近鉄バファローズ監督を務めることが発表された。ここでも弱小だったチームを一から鍛えあげ、1975年に後期優勝もプレーオフで阪急に敗退。鈴木啓示は西本に「負けない投手になれ」と言われ安定感重視の投球になり、打倒阪急の秘密兵器として柳田豊をトレードで獲得し、平野光泰、佐々木恭介、栗橋茂、羽田耕一、梨田昌崇らが力をつけ、有田修三と石渡茂も育て、トレードでチャーリー・マニエルを得た1979年（昭和54年）に球団初のリーグ優勝を果たした（2シーズン制時代の1975年〈昭和50年〉に後期優勝）。日本シリーズでは広島東洋カープの前に敗れ、またしても日本一を逃す。1980年（昭和55年）もリーグ優勝するが、再度、日本シリーズで広島に敗れた。60歳を超え胃潰瘍に悩まされており日本シリーズ前から懐に辞表をしたためいたが熱心な留任要請を受け入れ留任となった。1981年（昭和56年）10月2日、勇退を表明した。その後は1982年（昭和57年）から2003年（平成15年）までフジテレビ・関西テレビ、および、1982年（昭和57年）から1990年（平成2年）までニッポン放送の野球解説者、1982年（昭和57年）から2011年（平成23年）までスポーツニッポンで野球評論家として活動していた。
1988年（昭和63年）、野球殿堂入り。
監督勇退後は長らくプロ野球ニュース（フジテレビ系）の解説者を務めたが、東京（フジテレビ）のスタジオに出向くことは比較的少なく、特に高齢となった1990年代後半からは大阪・関西テレビからの中継が多かった。この他、1984年（昭和59年）オフに大洋、同年限りで辞任した安藤統男の後任監督として阪神から10月16日に球団社長自ら西本の自宅を訪問し直接監督就任要請を受けるも、表向きは高齢であることを理由に10月18日辞退を表明し、「伝統ある阪神を立て直す監督はやはり、情熱豊かな阪神OBがふさわしいのではないか。私の知る限りでは、吉田君が最適だと思う。」同じテレビ局で解説をしていた吉田義男を推薦し、吉田が監督に就任した。投手コーチは西本の推薦で、同じテレビ局で解説をしていたことに加え阪神への在籍経験がある米田哲也が就任した。阪神からは1994年（平成6年）暮れ、次期監督として本社役員室で白羽の矢を立つが当時74歳の西本が「体力、気力に問題あり」となり、中村勝広が続投し、1996年（平成8年）オフにも藤田平の後任監督として声が掛かったが、やはり断っている。更に2001年のオフにも、妻（野村沙知代）の不祥事を理由に辞任した野村克也が、自ら西本と星野仙一を後継指名したもののやはり高齢であったために叶わず、星野が就任している。2003年（平成15年）9月15日には、阪神がセ・リーグ優勝を決めた阪神対広島戦を最後に、高齢ということもあり同局の解説業から勇退した。
晩年はめったに公の場に登場する機会はなく、兵庫県宝塚市にて隠居生活を送っていた。また2008年（平成20年）7月8日に夫人を亡くしたことを、2011年（平成23年）元日よりスポーツニッポン紙上で連載を始めた自身の回想録『我が道』にて明らかにした。
2004年のプロ野球再編問題では、ストライキを行った日本プロ野球選手会に批判的な立場を取り、読売新聞などにコメントを寄せていた。
2011年（平成23年）11月25日午後8時40分、隠棲していた兵庫県宝塚市の自邸に於いて心不全のため死去。91歳没。その葬儀は同29日に自らが采配を揮った阪急西宮スタジアムの跡地（現在の阪急西宮ガーデンズ）にほど近いエテルノ西宮にて執り行われた。法名は「慈徳院釋将幸」（じとくいんしゃくしょうこう）。弔辞は梨田昌孝が読んだ。

## 監督・指導者として
20年間の監督生活で8度のリーグ優勝を果たしながら、日本シリーズでは1度も日本一に就けず、「悲運の名将」と言われた。ただし西本当人は自分が「悲運の名将」と言われることには否定的で、「もし、私が本当に悲運なら戦争で死んでいるし、復員してからも野球に再会できたり、大毎・阪急・ここ（近鉄）の3チームで素晴らしい選手に巡り合えて、8度も日本シリーズに出場などできない。“悲運の名将”なんておこがましい。敢えて言うなら“幸運な凡将”ですね（笑）」と語っている。
一方で実際に監督して不運という一面もあった。1974年オフに土井正博を「打力はあったが守備は不安」という理由でトレードに出したが、その一週間後にパ・リーグが翌年からの指名打者制導入を決定したため、打者として専念させることができたことから「土井は守らなくてよくなった。大失敗だと思った」と後悔したという。
3つのチームを優勝に導いた監督は、プロ野球史上で西本、三原脩、星野仙一のみである（2024年現在）。三原が指揮したのが1リーグ時代の巨人とセ・パ両リーグから1チームずつ（西鉄・大洋）、星野がセ・リーグの中日・阪神とパ・リーグの楽天だったのに対し、西本が指揮したチームはすべてパ・リーグであり、現役時代も含めてパ・リーグ一筋の野球人生だった。
阪急・近鉄時代には時間をかけて選手を育て、チームを作り変え、弱小球団を常勝軍団へと導いた。2球団を優勝に導いた監督は前記の三原・星野以外にも複数いるが、西本のように、2チームで自らチームの土台を作り上げて優勝させた監督は少ないとされる。
1960年の大毎監督辞任、1966年の信任投票事件、1975年の羽田殴打事件などに見られるように、チームの強化と見込んだ選手の育成のためにはあえて鉄拳制裁や自身の首をかけることも辞さなかった。1978年オフには監督辞任を表明したが、「俺たちを見捨てないでくれ!」と選手に引き止められて辞任を撤回し、1979年・1980年とリーグ二連覇を達成。選手にこれほど慕われた監督は珍しく、勇退表明後、最後の試合となった1981年10月4日の近鉄対阪急最終戦（日生球場）では試合終了後に両チームの選手から胴上げされた。
阪急の監督を勇退した次のシーズンから同一リーグである近鉄の指揮を執ったが、このときは近鉄側から阪急の森薫オーナーに対して近鉄の監督に迎えたいという要請があり、森オーナーも本人の意向に任せるとしてこれを承諾した。近鉄との契約の席には森と近鉄社長の今里英三が同席する異例の形となった。このため、後に野村克也や星野が阪神の監督に就任したときのような非難めいた議論は当時起きなかった（また、野村や星野の阪神監督就任時にこの西本の前例にはほとんど言及されなかった）。西本は戦前・戦後の野球界の実情を知る数少ない人物でもあっただけでなく、鶴岡一人、千葉茂亡き後、日本プロ野球界において川上哲治に次ぐ重鎮中の重鎮として多大な影響力を持ち、西のドンとも呼ばれた人物であった。
西本の教え子には阪急時代には米田哲也、梶本隆夫、足立光宏、森本潔、長池徳士、福本豊・山田久志・加藤秀司の「花の44年トリオ」、近鉄では鈴木啓示、佐々木恭介、梨田昌孝、羽田耕一、平野光泰、井本隆、栗橋茂、柳田豊などが挙げられる。指導者について厳しい評価をすることで知られている広岡達朗は自著『意識革命のすすめ』で、西本をその育成能力の高さから、「プロ野球史上最高の監督」として評価している。吉田義男は「西本さんは名将であり、名コーチでありました」と話している。
上田利治は「阪急では改めて西本さんのすごさを感じました。本当に野球が好きで、チームを強くしたいという熱い気持ちがある。その分、選手にもなかなか妥協しない。でも、ただ怒るんじゃなくて、俺がここまでやるんだからお前もと引っ張る感じですね。厳しさと優しさがあった」、「あの情熱と責任感、忍耐力。決して自分が表に出るわけじゃなく、しゃべる人でもなかったけど、ひとつひとつの言葉が重かった。戦争体験も大きく関係してると思うけど、もうああいう監督、リーダーは出てこんでしょうね」と西本について語っている。西本の近鉄監督時にコーチを務めていた仰木彬は、近鉄監督就任時の会見で「目標は将来につなぐ為に若い選手を育成し、勝つこと。私は三原さんから知を学び、西本さんから情熱を学んだ。お二人の足したような野球がやりたい」と抱負を語っていた。仰木の戦術は西本より三原に近い。
阪急監督時代、「良い外野手を作るには良いノッカーを作らなければならない」という考えから、当時打撃コーチだった中田昌宏に速く伸びる打球を打つように練習させた。福本豊は「ノックを受けた阪急の外野手は、そりゃうまくなりましたね」と振り返っている。
後述にもあるが、「殴る監督」として有名であった。試合中は常にピリピリとした雰囲気があり、手抜きや怠慢と見られる自軍のプレーに対しては容赦なく拳を振るった。ただし、あくまでも「厳しいのはグラウンドの中だけ」というのが基本で、余程のことでなければグラウンド外に怒りを持ちだすことはしなかったという。

## 特筆

### 三原監督スッポカシ事件
佐々木信也（スポーツ評論家）がNHK教育テレビジョン「知るを楽しむ」で語ったところによると、1960年の日本シリーズ開幕を翌日に控え、西本と大洋ホエールズの三原脩監督の直前対談（佐々木司会）が日本教育テレビ（NETテレビ。現・テレビ朝日）の生放送で行われることになっていた。
ところが生放送のスタジオに三原がなかなか現れず、18時の放送開始当初から佐々木と西本による2人での座談会に終始した。これに西本は激昂し退席しようとしたが、佐々木が引き止めて何とか30分の対談は行われた。しかし三原はとうとう出演せず、本番終了後も西本の怒りは収まらず、NETからの出演ギャラも受け取らずに早々に自宅に引き上げた。

### 大毎監督辞任
チームをリーグ優勝に導いた1960年の日本シリーズ終了後、在任わずか1年で西本は大毎監督を辞任する。その原因は、日本シリーズの采配にあった。三原脩監督率いる大洋の先勝で迎えた第2戦（10月12日、川崎球場）の8回表、大毎は、まず先頭打者の坂本文次郎がセーフティ・バントで出塁、続く田宮謙次郎の時に土井淳のパスボールで坂本が進塁、田宮も四球を選ぶ。さらにこの試合で本塁打を放っていた榎本喜八にバントを命じてランナーを送らせ、1死二・三塁のチャンスを作った。ここで大洋は先発・権藤正利をあきらめ、アンダーハンドのエース秋山登を投入し、山内一弘を敬遠させ、次の谷本稔と勝負する作戦に出た。谷本の第1打のファウルの後、西本はスクイズプレイのサインを送った。第2打で、谷本はサイン通りスクイズを仕掛けたが、打球はグラウンドでバウンドして捕手・土井の方向に転がった。土井は即座にボールをつかむと、本塁に駆け込んできた坂本にタッチした後、一塁に送球して打者走者の谷本を刺しダブルプレーとした。結局大毎はこの試合を落とし、2連敗を喫した。
大毎のオーナー・永田雅一は試合をプロ野球関係者と一緒に観戦していたが、このスクイズを「今のはどうなの?」と聞くと、その関係者は今の場面でスクイズはありえない、と説明したため、試合後、永田は西本に電話を入れ、「ミサイル打線を誇る大毎が、好機にバントなどというアホらしい作戦を採るとは何事か!!」とスクイズの件を非難した。しかし西本も「打線の状態は私が一番熟知しているので、ご安心下さい」と主張して退かなかった。このシーズン、大毎は18連勝（1引き分け挟む）するなど快調に飛ばしていたが、終盤失速し、優勝を決めたのは最終戦の2試合前だった。
その後、永田の「あのバントはない。評論家もみなそう言っている」という言葉に、西本が「作戦は監督が決めるものです。だからこそ責任もとる。しかし、無責任な評論家が事後にいうことによって何かを言われるのは心外です」と反論したため、永田は激怒。「馬鹿野郎!!」と西本を罵り、西本は「馬鹿野郎とはなんですか、撤回していただきたい」と取り消しを求めた。しかし永田は応じず、そのまま電話を切ってしまい、会話は終わった。結局、日本シリーズは大毎のストレート負けで終わり、西本は現役時代から所属した大毎を実質的な解任で去った。伊集院光によると、TBSに入社した永田の孫の守は「もし横浜（TBSは大洋の後身である横浜を2002年に買収）が優勝を狙えるチームになったら、西本さんを監督に招いて、『これで亡き祖父を許してくれないか』と伝えたい」と語ったという。
当時大毎のスカウトを務め、永田雅一のもとにいた青木一三は、西本の監督退任について以下のように記している（要約）。「永田はシリーズ終了後に一応西本が挨拶に来るのを待っていたが、毎日新聞系の球団幹部が西本を温泉に「隔離」して会わせなかった。これを大映と毎日の「二頭政治」の弊害だと考えた永田は経営を大映に一本化して毎日側の役員を退任させ、同時に毎日側の役員が就任させた西本も合わせて退任した。」
これに対して西本は1967年の座談会で、シリーズ終了後2日ほど自宅に帰る気になれず「雲隠れ」したものの、青木が言うようなことはなかったと発言。戻ったあとに後援者などによる「残念会」の席で「4連敗についてはおわびせにゃいかんな」と電話のダイヤルを回しかけたが、「もうやめたらどうか」という声が参加者からあがったため、かけずにそのままになり、足を運んでお詫びをする気にもならないでいたところ、監督やスタッフが決まっていたと述べている。西本はその後永田のもとに出向いて「お世話になりました」とだけ挨拶したという。西本は2001年のインタビューでは「解任されたのか自分から辞めたのか、どちらかよくわからない」と語っている。
沢木耕太郎は、後に名将として高く評価されることになる西本を辞めさせたことにより、「（永田は）オリオンズの黄金時代を築ける芽を潰してしまった」と指摘している。西本の次になった監督は、同年にセ・リーグで国鉄を最下位にしてクビになっていた宇野光雄であり、永田が宇野を選んだ理由は「元巨人の選手（知名度がある）」だったからであった。しかし宇野の指揮能力はお世辞にも高いとはいえず、1961年7月25日の東映戦では代打に須藤豊を送ろうとした際に配慮のない言葉を掛けて須藤に怒鳴り返されるなどそれまでの上位チームらしい緊張感に満ちた雰囲気が弛んでしまい2年連続4位に終わって辞任。これ以降オリオンズは低迷するようになり、永田は監督に苦労し、後の山内一弘のトレード放出などによる「ミサイル打線」の解体に繋がった。西本は後年に「公平に見て、本来なら3・4年はミサイル打線をもつオリオンズの天下が続いたはずや」と述べている。
第2戦のスクイズの采配は波紋を呼び、更に大毎は第3戦・第4戦と続けて1点差で敗れた。これによって敵将の三原監督は、このシリーズを観戦していた石原慎太郎に「三原はおそらく当代のヒーローだろう」と賞賛されるなど、声価を高めた。一方、シリーズ終了後に西本は三原と比較され、特に第2戦のスクイズの采配に批判が集中した。監督1年目にしてリーグ優勝という功績は忘れ去られ、多くの評論家が西本にクレームをつけた。西本は後年、「今でもあのスクイズが誤りとは思っていない」と語っている。

### 監督信任投票事件
1962年、西本は阪急のコーチに就任する。この当時の阪急は「灰色の時代」と揶揄されるほどの弱小球団であった。オーナーの小林米三から「道楽で野球をやっているのではありません。どうか、ブレーブスから灰色のイメージを取り払ってください」と懇願されての就任だった。翌1963年に西本は監督に昇格し、弱小チームを立て直すためキャッチボールのやり方からやり直させるという厳しい練習姿勢で臨んだ。就任1年目は最下位だったが小林からは「小言の一つもなかった」とされ、以後2位、4位、5位の成績で、若手選手の成長が見られながらも結果が伴わなかった。5位に終わった1966年、西本は球団社長の岡野祐（のちにパシフィック・リーグ会長）に「これだけ負けたらもう辞めた方がいいですかね？」と尋ねて慰留を受けた。しかし、岡野は一方で河野旭輝を中心とする有力選手をたびたび自宅に招いて宴席を設けていた。福本豊は伝聞として、岡野がヘッドコーチの青田昇に監督を替えて河野をヘッドコーチとする方針を決めていたと記している。
西本は、その年の秋季キャンプ直前の10月14日、来季も残留する選手に信任投票を義務付けるという思い切った策に出た。西宮球場の会議室に選手を集め「次のシーズンも引き続き、一緒に戦ってくれる覚悟のある者は○印を、そうでない者は×印」を無記名で記載するというものだった。一軍・二軍のマネージャー（矢形勝洋と白井半二）によって開票された結果、45票中「×」が7票、白紙が4票だった。「×」と白紙の合計が11票という結果を西本は重く受け止め、岡野に辞任を申し出た。
この結果には「主力・若手とも分け隔てなく鍛える」という西本の育成法に、当時の主力選手が辟易していたという事情があった。当時のエース米田哲也は「西本さんはとても困った監督で、練習態度が悪かったり試合前に飲んで二日酔いでゲームに出れば、たとえ主力でも使ってもらえなかった。試合での活躍が月給にはね返る我々としては、たとえふらついていようが試合に使ってもらいたい…と考えていた。でないと、勝てない。これを考えると西本さんの厳格さは困ったものだ」と引退後に述懐している。一方、「×」を記した一人の梶本隆夫は、「監督が辞めるかどうかを決める投票だったとは思いませんでした。僕はそんなつもりで書いたのではありません」と直後に矢形勝洋に電話したという。
岡野は西本の辞意を小林に伝えたが、小林は「うちの監督は西本君しかいない」とそれを認めず、続投が決まった。小林のもとには「西本を辞めさせるな」という手紙がシーズン中よりいくつも届いていた。西本は後年「あんな馬鹿なことをやった私を、オーナーはそれでも信頼してくれた」と語ったという。これに伴い、青田昇は打撃コーチとして続投したが、河野旭輝は西鉄ライオンズへ移籍し、阪急へ復帰することはなかった。秋季練習の最終日に偶然から始まった西本と選手のマンツーマンによる打撃練習には、やがて主力選手も参加するようになり「西本道場」と呼ばれた。この練習も功を奏して、翌1967年、阪急は球団創設32年目にして悲願のリーグ優勝を果たした。
一方、電鉄本社はこの事件を教訓に、球団との意思疎通を向上させる目的で、それまで選手出身者を充てていたチームのマネージャーに電鉄からの出向者を任じる方針を採用した。

### 幻の信任投票
西本は、大毎監督だった1960年にも似たような事件を起こしている。
当時の大毎には前監督の別当薫を慕う「別当派」と呼ばれる選手がおり、九州でのオープン戦では球場に来ないなどして西本に反抗していた。西本はチーム分裂を憂い、後日のミーティングで「監督として俺を信任するかしないか、投票を行ってくれ」と言い残して部屋を去った。
それから選手だけによる話し合いが行われたが、山内一弘の「俺は野球さえやれればそれでいい。だから監督が別当さんだろうが西本さんだろうがかまわない」という言葉に榎本喜八が同調したことから、事態は収拾。結局、信任投票は行われなかった。
西本はリーグ優勝によって選手の信頼を勝ち得ることができ、監督を辞任する時には選手たちから時計を贈られたという。

### 羽田殴打事件
1975年5月30日、阪急西宮球場での対阪急戦の試合中に西本が羽田耕一を殴打した事件である。
この年、話題を集めた阪急のルーキー・山口高志に対して、近鉄は打撃投手を前から投げさせるなどの対策を練り、9日前の初対戦では勝利した。この日は先発した山口に4回を終わって0-1の状況で、5回表の攻撃前に西本監督は円陣を組ませ、「ワンストライクを待て。高めのボールは絶対に手を出すな」と注意した。しかしこの回の先頭打者だった羽田は、2球続けて高めのボール球をファウルした後、ショートゴロに打ち取られる。怒った西本は、ベンチに戻ってきた羽田の頬を平手打ちした。オフのためネット裏から目撃した鈴木啓示は「びっくりした」と述べた。
実は羽田は、試合の円滑な進行のための先頭打者の慣習としてウエイティングサークルに入っており、西本の指示は聞きようがなかった。当の羽田自身は、引退後に「最初は悔しかったけど、時間が経つにつれてしょうがないと思った。僕は怒られることは多かったが監督に対して絶対的な信頼があったので反抗したことはなかった」と語っている。なお、5回の攻撃で羽田が凡退した後に近鉄は3点を挙げて逆転、最終的には6-2で勝利している。
西本は後日、羽田が円陣に加われなかったことを梨田昌崇から「羽田はあの時監督の指示を聞いてません」と指摘され、「しまった!」と感じたものの、羽田に対しての謝罪は行っていない。これは近鉄が球団合併によって消滅する際に出された刊行物の中での西本のインタビュー、羽田と栗橋茂の対談で明かされている。
2015年2月2日に行われた三田学園高校の監督就任会見の際羽田は理想とする指導者として西本の名前を挙げて「本当に厳しい方で、今ではやってはダメだけど、手を出す方。でもグラウンドから一歩出ると優しくて、面倒見のいい監督だった。当時の選手は誰一人、悪口を言わなかった。そういう選手から慕われる監督でありたい」と述べていた。

### 江夏の21球
1979年、ヤクルトから移籍したチャーリー・マニエルを擁して球団創設以来の初優勝を果たした直後の大阪スタヂアムで行われた広島東洋カープとの日本シリーズ第7戦。1点ビハインドの9回裏1アウト満塁で打者石渡茂にスクイズのサインを送るが、江夏豊に見破られ、三塁走者が挟殺。その後石渡も三振に終わり、ゲームセットとなる。この場面は山際淳司がSports Graphic Number創刊号にて「江夏の21球」として活写したことでも知られる。
なお、西本が采配をとった翌年のオールスター第3戦において、1点ビハインドの9回表無死満塁で全セのマウンドに江夏が登板、16球でゲームセットとなり「またも満塁で江夏に抑えられた」と言われた。2死になったとき打順はピッチャーだったが、すでに野手をすべて使ってしまっていたため、南海の投手である山内新一を代打として送り込んだもののあえなく三振に終わる。山内を起用したのは「彼が打撃がうまいという話だったから」と西本はコメントしている。その時、三塁走者だった福本豊は、「素人（山内）が、江夏を打てるわけないから」と本盗をしようとベンチを見たところ、「オヤジ（西本）に睨みつけられたため止めた。」と語っている。また、山内は他の南海選手のヘルメットが合わなかったため、近鉄のヘルメットをかぶっていた。

### 左投げの二塁手
左投げの選手は一般に、捕球して一塁に投げる時、「蟹の横這い」のような形になってしまうため、一塁手を除く内野手に不向きと言われている。左投げでありながらプロ野球で二塁手を経験したのは、西本と大東京の鬼頭数雄、阪急の山田伝の3人だけである。
1951年8月16日、対西鉄戦、試合は毎日が選手を総動員する展開になり、9回の守りに入った時には、使える内野手が、一塁しか守れない三宅宅三だけになった。そこで西本は湯浅禎夫総監督に「三宅を入れましょう。自分は二塁に回ります。二塁は中学時代に経験があります」と進言。湯浅は背に腹は代えられないとして西本を二塁に回したが、守備機会はなかった。
西本が一塁以外を守ったのは、プロではこの時が唯一である。

### 三原脩との因縁
初の日本シリーズで対決して（試合前も含めて）苦杯をなめた三原脩とはその後も縁が続いた。三原が近鉄を率いてチーム初優勝に挑んだ1969年に、阪急の監督としてそれを阻んだのが西本だった。そしてそれから10年後に、西本が近鉄の指揮をとり、三原のなしとげられなかった近鉄の初優勝が実現した。
また、当時三原が相談役を務めていた日本ハムが、球団譲渡以来の初優勝（1980年後期）に“マジック1”と迫ったシーズン最終戦に西本率いる近鉄に大敗し、後期及びシーズンの優勝を近鉄に譲った。
2012年までは3チームで胴上げ監督になったのは西本と三原だけであった。

## 詳細情報

### 年度別打撃成績
| 年 度     | 球 団     | 試 合 | 打 席 | 打 数 | 得 点 | 安 打 | 二 塁 打 | 三 塁 打 | 本 塁 打 | 塁 打 | 打 点 | 盗 塁 | 盗 塁 死 | 犠 打 | 犠 飛 | 四 球 | 敬 遠 | 死 球 | 三 振 | 併 殺 打 | 打 率 | 出 塁 率 | 長 打 率 | O P S |
| --------- | --------- | ----- | ----- | ----- | ----- | ----- | -------- | -------- | -------- | ----- | ----- | ----- | -------- | ----- | ----- | ----- | ----- | ----- | ----- | -------- | ----- | -------- | -------- | ----- |
| 1950      | 毎日      | 76    | 219   | 197   | 22    | 50    | 9        | 1        | 1        | 64    | 18    | 13    | 7        | 0     | --    | 22    | --    | 0     | 6     | 4        | .254  | .329     | .325     | .654  |
| 1951      | 毎日      | 67    | 178   | 165   | 17    | 36    | 7        | 1        | 2        | 51    | 17    | 5     | 3        | 1     | --    | 12    | --    | 0     | 9     | 3        | .218  | .271     | .309     | .580  |
| 1952      | 毎日      | 106   | 319   | 280   | 42    | 69    | 10       | 5        | 0        | 89    | 23    | 10    | 4        | 10    | --    | 29    | --    | 0     | 21    | 6        | .246  | .317     | .318     | .635  |
| 1953      | 毎日      | 94    | 225   | 193   | 33    | 58    | 6        | 2        | 0        | 68    | 20    | 5     | 4        | 5     | --    | 24    | --    | 3     | 5     | 5        | .301  | .386     | .352     | .739  |
| 1954      | 毎日      | 107   | 319   | 268   | 35    | 58    | 8        | 5        | 3        | 85    | 15    | 10    | 9        | 5     | 0     | 43    | --    | 2     | 14    | 5        | .216  | .329     | .317     | .646  |
| 1955      | 毎日      | 41    | 39    | 30    | 2     | 5     | 1        | 0        | 0        | 6     | 6     | 1     | 0        | 2     | 2     | 5     | 0     | 0     | 3     | 0        | .167  | .286     | .200     | .486  |
| 通算：6年 | 通算：6年 | 491   | 1299  | 1133  | 151   | 276   | 41       | 14       | 6        | 363   | 99    | 44    | 27       | 23    | 2     | 135   | 0     | 5     | 58    | 23       | .244  | .327     | .320     | .647  |

### 年度別監督成績
| 年度       | 年度       | チーム     | 順位       | 試合 | 勝利 | 敗戦 | 引分 | 勝率 | ゲーム差                | チーム 本塁打           | チーム 打率             | チーム 防御率           | 年齢                    |
| ---------- | ---------- | ---------- | ---------- | ---- | ---- | ---- | ---- | ---- | ----------------------- | ----------------------- | ----------------------- | ----------------------- | ----------------------- |
| 1960年     | 昭和35年   | 大毎       | 1位        | 133  | 82   | 48   | 3    | .631 | ―                       | 100                     | .262                    | 2.66                    | 40歳                    |
| 1963年     | 昭和38年   | 阪急       | 6位        | 150  | 57   | 92   | 1    | .383 | 30.5                    | 86                      | .228                    | 3.69                    | 43歳                    |
| 1964年     | 昭和39年   | 阪急       | 2位        | 150  | 79   | 65   | 6    | .549 | 3.5                     | 141                     | .245                    | 3.01                    | 44歳                    |
| 1965年     | 昭和40年   | 阪急       | 4位        | 140  | 67   | 71   | 2    | .486 | 21.5                    | 130                     | .234                    | 3.33                    | 45歳                    |
| 1966年     | 昭和41年   | 阪急       | 5位        | 134  | 57   | 73   | 4    | .438 | 22                      | 89                      | .229                    | 3.31                    | 46歳                    |
| 1967年     | 昭和42年   | 阪急       | 1位        | 134  | 75   | 55   | 4    | .577 | ―                       | 143                     | .251                    | 2.79                    | 47歳                    |
| 1968年     | 昭和43年   | 阪急       | 1位        | 134  | 80   | 50   | 4    | .615 | ―                       | 154                     | .242                    | 2.92                    | 48歳                    |
| 1969年     | 昭和44年   | 阪急       | 1位        | 130  | 76   | 50   | 4    | .603 | ―                       | 154                     | .254                    | 3.18                    | 49歳                    |
| 1970年     | 昭和45年   | 阪急       | 4位        | 130  | 64   | 64   | 2    | .500 | 16.5                    | 116                     | .244                    | 3.57                    | 50歳                    |
| 1971年     | 昭和46年   | 阪急       | 1位        | 130  | 80   | 39   | 11   | .672 | ―                       | 166                     | .273                    | 3.17                    | 51歳                    |
| 1972年     | 昭和47年   | 阪急       | 1位        | 130  | 80   | 48   | 2    | .625 | ―                       | 167                     | .260                    | 3.19                    | 52歳                    |
| 1973年     | 昭和48年   | 阪急       | 2位        | 130  | 77   | 48   | 5    | .616 | 3位・1位                | 151                     | .270                    | 3.30                    | 53歳                    |
| 1974年     | 昭和49年   | 近鉄       | 5位        | 130  | 56   | 66   | 8    | .459 | 5位・4位                | 131                     | .230                    | 3.63                    | 54歳                    |
| 1975年     | 昭和50年   | 近鉄       | 2位        | 130  | 71   | 50   | 9    | .587 | 3位・1位                | 115                     | .246                    | 3.09                    | 55歳                    |
| 1976年     | 昭和51年   | 近鉄       | 4位        | 130  | 57   | 66   | 7    | .463 | 5位・4位                | 102                     | .245                    | 3.04                    | 56歳                    |
| 1977年     | 昭和52年   | 近鉄       | 4位        | 130  | 59   | 61   | 10   | .492 | 3位・6位                | 92                      | .245                    | 3.31                    | 57歳                    |
| 1978年     | 昭和53年   | 近鉄       | 2位        | 130  | 71   | 46   | 13   | .607 | 2位・2位                | 115                     | .266                    | 3.21                    | 58歳                    |
| 1979年     | 昭和54年   | 近鉄       | 1位        | 130  | 74   | 45   | 11   | .622 | 1位・2位                | 195                     | .285                    | 3.70                    | 59歳                    |
| 1980年     | 昭和55年   | 近鉄       | 1位        | 130  | 68   | 54   | 8    | .557 | 2位・1位                | 239                     | .290                    | 4.96                    | 60歳                    |
| 1981年     | 昭和56年   | 近鉄       | 6位        | 130  | 54   | 72   | 4    | .429 | 6位・4位                | 149                     | .253                    | 4.10                    | 61歳                    |
| 通算：20年 | 通算：20年 | 通算：20年 | 通算：20年 | 2665 | 1384 | 1163 | 118  | .543 | Aクラス12回、Bクラス8回 | Aクラス12回、Bクラス8回 | Aクラス12回、Bクラス8回 | Aクラス12回、Bクラス8回 | Aクラス12回、Bクラス8回 |

- ※1 1960年、1966年から1996年までは130試合制
- ※2 1963年・1964年は150試合制
- ※3 1965年は140試合制
- ※4 1973年から1982年までは前後期制のため、ゲーム差欄は前期順位、後期順位の順に表示

### 表彰
- 野球殿堂競技者表彰（1988年）
- 正力松太郎賞：1回 （1979年）※監督として表彰

### 背番号
- 5 （1950年 - 1955年）
- 50 （1956年、1960年、1962年 - 1971年）
- 60 （1957年 - 1958年）
- 51 （1959年）
- 65 （1972年 - 1973年）
- 68 （1974年 - 1981年）

## 関連情報
テレビ
- KTVプロ野球中継〔西暦〕（関西テレビのローカル中継のタイトル）
  - 時折フジテレビ制作のヤクルトまたは大洋主催、東海テレビ・フジテレビ共同制作の中日主催、テレビ新広島・フジテレビ共同制作の広島主催の対巨人戦全国中継や、テレビ新広島制作の広島主催試合のローカル中継（主に森永勝也とのダブル解説）にも出演することがあった。
- プロ野球ニュース（フジテレビ）
  - 1987年のオフシーズンにおける企画コーナーとして放送された「西本幸雄の水戸黄門」（関西テレビ製作）にて水戸光圀役を演じた。
- 第18回NHK紅白歌合戦（1967年、NHK総合・ラジオ第1） - 審査員

CM
- 河久（日本料理店）
- 総理府「政府広報・60歳定年制促進キャンペーン」
- シバウラ
  - トラクター（スタイガーシリーズ）
  - コンバイン（杉本彩と共演)
- 古河機械金属
- コンタック600（鼻炎用風邪薬）
- 明治パイ&クッキー（1982年）
- 近畿日本ツーリスト
- 別寅かまぼこ

ラジオ
- ニッポン放送ショウアップナイター（ニッポン放送）